# Pacificana cockayni

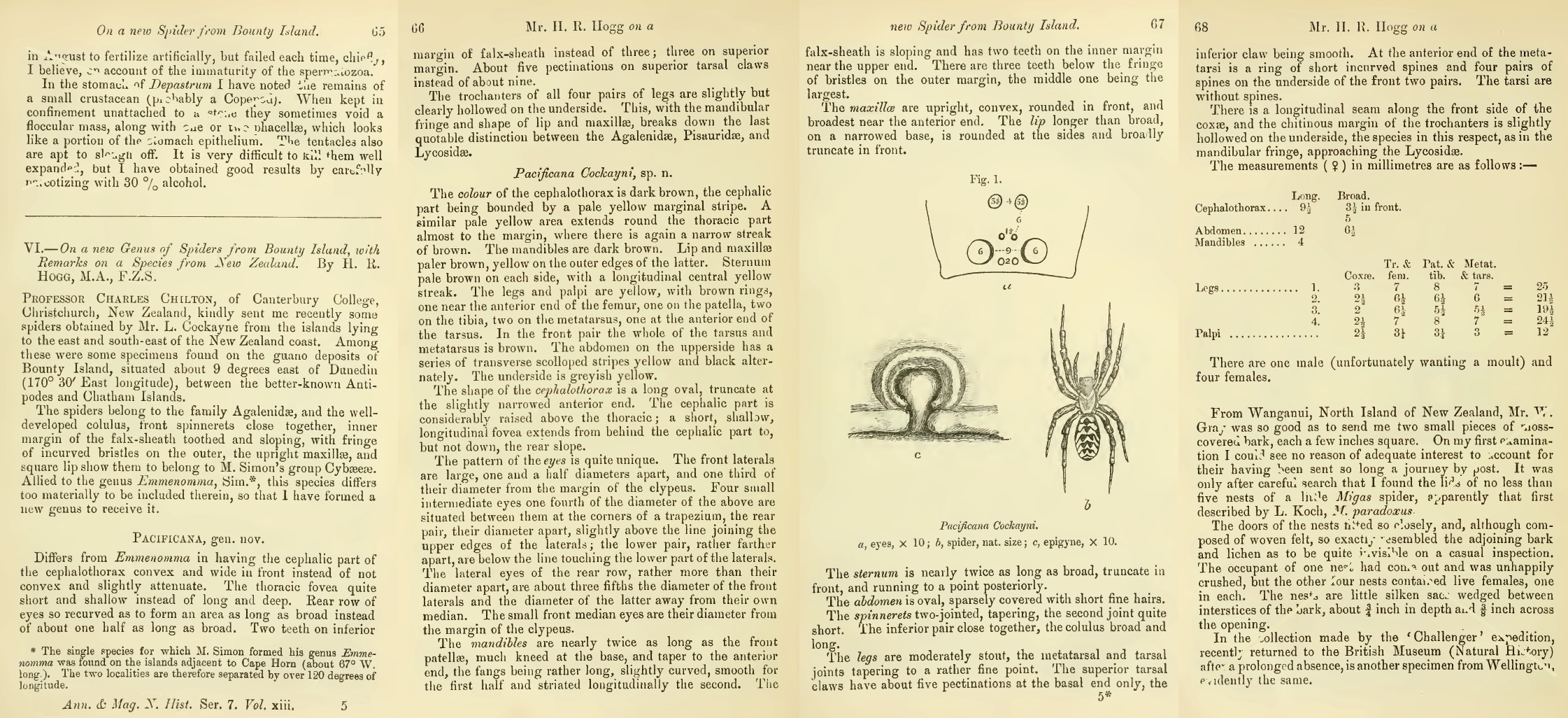
Pacificana cockayni, H.R. Hogg, 1904.

Pacificana cockayni är en spindelart som beskrevs av Henry Roughton Hogg 1904. Pacificana cockayni ingår i släktet Pacificana och familjen sporrspindlar. Inga underarter finns listade i Catalogue of Life.